# Santander Bank Polska
Santander Bank Polska SA (tidligere Bank Zachodni WBK (BZ WBK)) er en polsk bank. De tilbyder en universel bankforretning og har hovedkvarter i Warsawa. Den blev etableret i 2001 ved en fusion mellem Bank Zachodni S.A. og Wielkopolski Bank Kredytowy SA. og siden 2011 har den været ejet af Banco Santander.
10. september 2018 skiftede Bank Zachodni WBK navn til Santander Bank Polska SA.